# 阿尔梅诺
阿尔梅诺（義大利語：Armeno），是意大利诺瓦拉省的一个市镇。总面积31平方公里，人口2263人，人口密度73.0人/平方公里（2009年）。ISTAT代码为003006。